# Lajos Szentgáli
Lajos Szentgáli (Budapest, Hungría, 7 de junio de 1932-2 de noviembre de 2005) fue un atleta húngaro especializado en la prueba de 800 m, en la que consiguió ser campeón europeo en 1954.

## Carrera deportiva
En el Campeonato Europeo de Atletismo de 1954 ganó la medalla de oro en los 800 metros, llegando a meta en un tiempo de 1:47.1 segundos que fue récord de los campeonatos, superando al belga Lucien De Muynck (plata con 1:47.3 segundos) y al noruego Audun Boysen (bronce con 1:47.4 segundos).